# Harpiliopsis depressa
Harpiliopsis depressa är en kräftdjursart som först beskrevs av William Stimpson 1860.  Harpiliopsis depressa ingår i släktet Harpiliopsis och familjen Palaemonidae. Inga underarter finns listade i Catalogue of Life.